# أليسون ناثان
أليسون ناثان (بالإنجليزية: Alison J. Nathan) هي قاضية ومحامية أمريكية، ولدت في 1 يونيو 1972 في فيلادلفيا في الولايات المتحدة.